# Tuliper

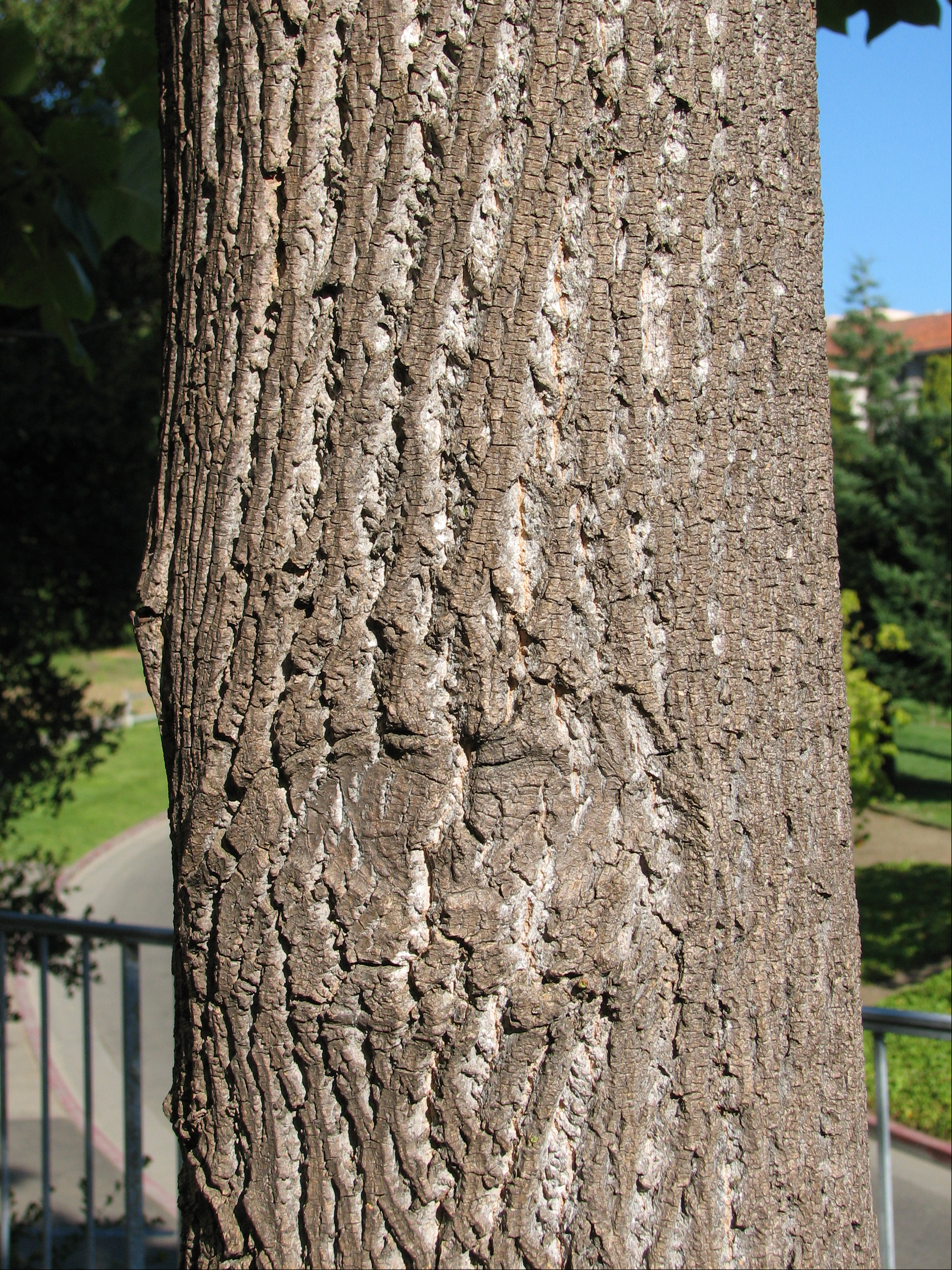
tronc

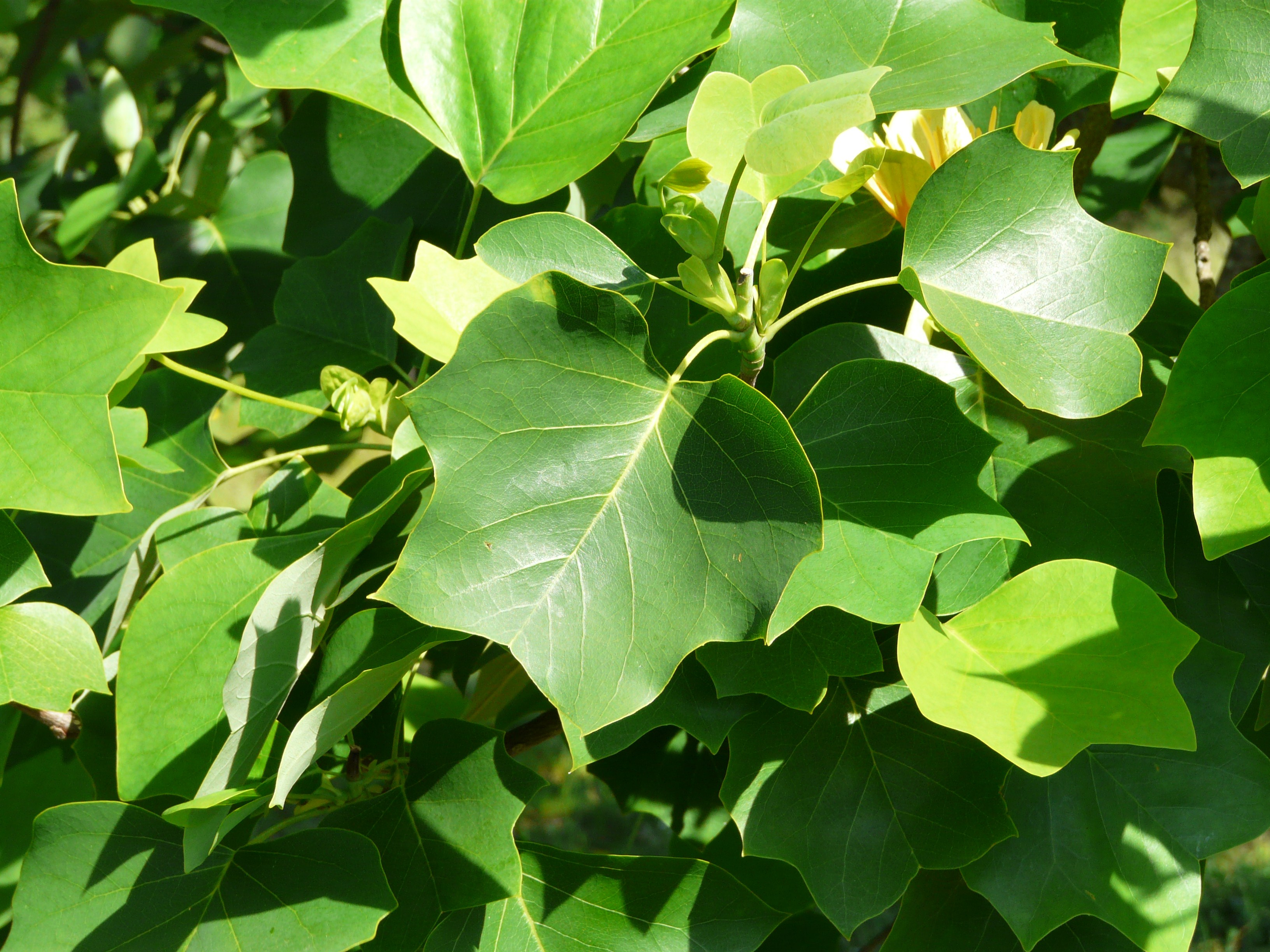
fulles

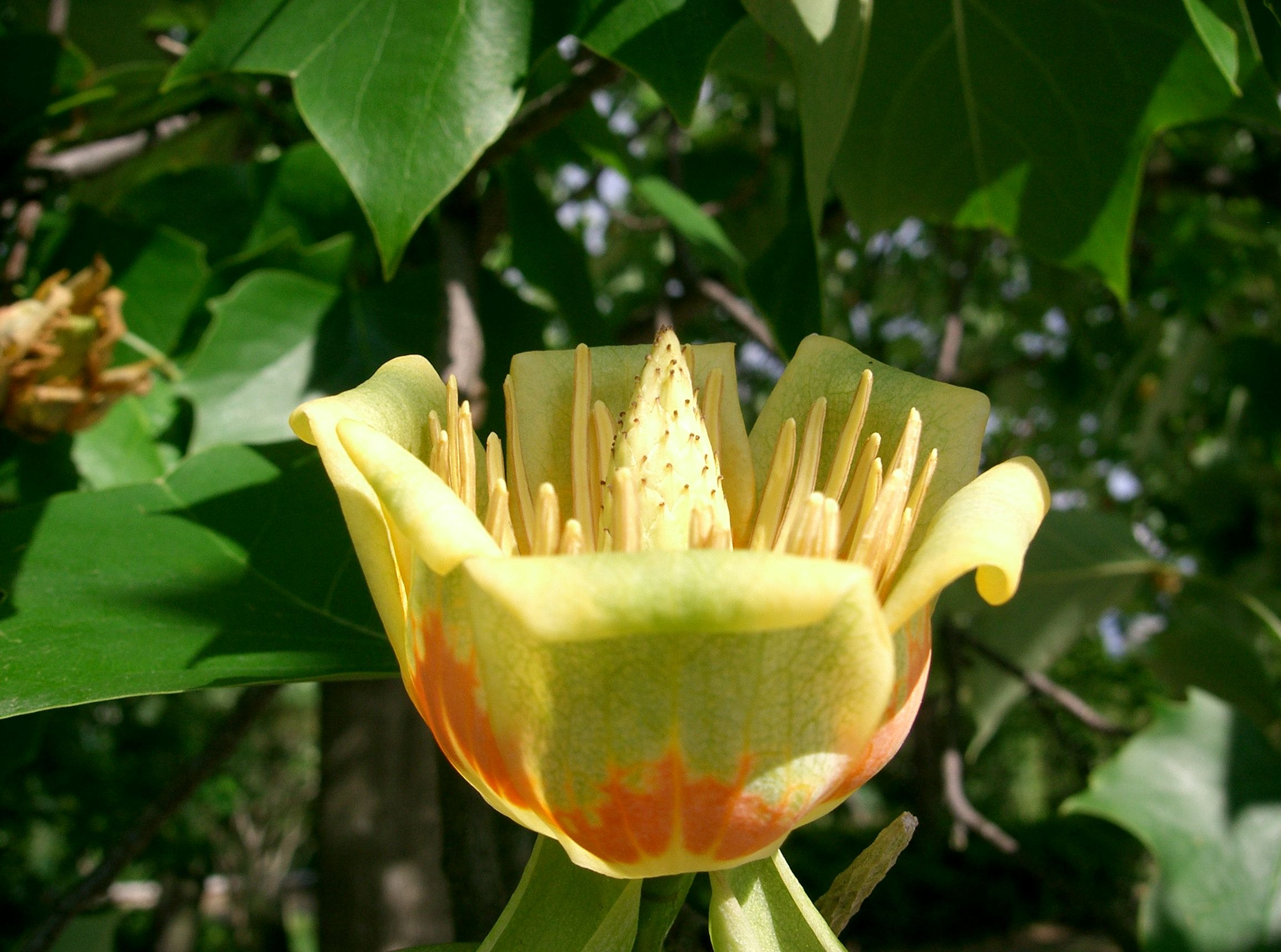
flors

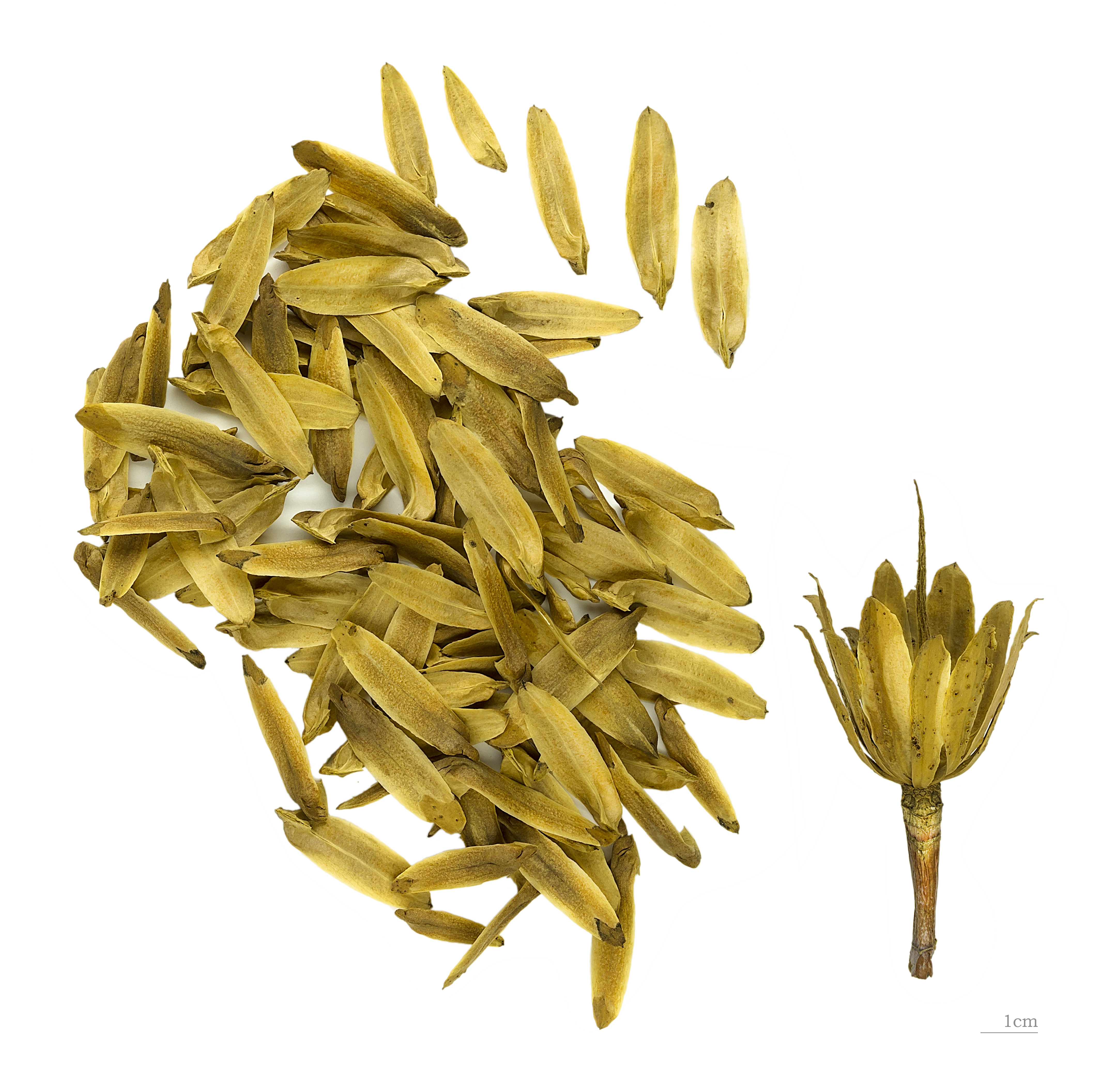
granes

El tuliper o tuliper de Virgínia (Liriodendron tulipifera) és una espècie de planta amb flors del gènere Liriodendron dins la família de les magnoliàcies (Magnoliaceae). És una arbre natiu del sud de la província canadenca d'Ontario i de la part oriental dels Estats Units.
Addicionalment pot rebre els noms de arbre de les tulipes, magnòlia i tulipera de Virgínia. El seu nom científic prové del gènere Tulipa, de la flor tulipa, i del sufix llatí -fer, que produeix o porta; és a dir, que produeix tulipes, per l'aspecte de les seves flors.

## Descripció
Arbre caducifoli de gran port, de capçada cònica i compacta que pot assolir fins a 60 metres d'alçada a la seva zona d'origen. Es tracta d'una espècie de creixement ràpid que prefereix sòls àcids de textura franca, profunds, humits o frescos, i situacions assolellades.

L'escorça és d'un color gris fosc, llisa quan l'arbre és jove i profundament solcada quan madura.

Les fulles es desenvolupen d'una forma peculiar i tenen una forma característica. Són simples, alternes, lobulades, amb un parell de lòbuls laterals variables, amb un àpex curiosament retallat. Pecíol d'uns 5-10 cm de longitud, i làmina de la fulla d'uns 7-12 cm. L'anvers és de color verd brillant, i el revers és d'un verd més pàl·lid. A la tardor l'arbre es vesteix d'un color groc daurat espectacular, just abans de caure les fulles.

Les flors són solitàries, inodores, que apareixen poc després de les fulles i només als exemplars adults de més de 15 anys. Es tracta de flors molt semblants a les tulipes, d'uns 5 cm de longitud i de 5 a 7.5 cm de diàmetre. Són d'un color verd pàl·lid, fins i tot de color groc, i és difícil localitzar-les entre les fulles.

## Usos
A la zona d'origen la seva fusta és comercialitzada per la construcció. Es tracta d'una fusta de les anomenades toves (softwood en anglès), i és amplament utilitzada allà on necessiten una fusta barata.

Als països catalans s'utilitza, bàsicament, amb fins ornamentals.

### Fibres de cel·lulosa
Les fibres de cel·lulosa d'aquest gènere d'arbres mesuren uns 20 nanòmetres de diàmetre, posant-les en una categoria entre les fibres més fines en fustes dures (uns 15 nanòmetres), i les fibres gruixudes en les fustes toves (uns 25 nanòmetres9. Aquesta estructura única contribueix a la gran capacitat d'aquests arbres per capturar i emmagatzemar carboni, fins a sis vegades més que altres espècies.

## Varietats
- Liriodendron tulipifera "Ardis"
- Liriodendron tulipifera "Arnold"
- Liriodendron tulipifera "Aureomarginatum"
- Liriodendron tulipifera "Fastigiatum"
- Liriodendron tulipifera "Florida Strain"
- Liriodendron tulipifera "Integrifolium"
- Liriodendron tulipifera "Little Volunteer"
- Liriodendron tulipifera "Mediopictum"
- Liriodendron tulipifera "Roothaan"